# Yuriy Stetsenko
Yuriy Stetsenko (em ucraniano:  Юрій Миколайович Стеценко, Kiev, 11 de abril de 1945) é um velocista ucraniano na modalidade de canoagem.
Foi vencedor da medalha de Ouro em K-4 1000 m em Munique 1972 com os seus colegas de equipa Yuriy Filatov, Volodymyr Morozov e Valery Didenko.